# Comuna Dorohînka, Fastiv
Dorohînka (în ucraineană Дорогинка) este o comună în raionul Fastiv, regiunea Kiev, Ucraina, formată din satele Dorohînka (reședința) și Koșciivka.

## Demografie
Componența lingvistică a comunei Dorohînka
     Ucraineană (97,46%)
     Rusă (2,54%)
Conform recensământului din 2001, majoritatea populației comunei Dorohînka era vorbitoare de ucraineană (97,46%), existând în minoritate și vorbitori de rusă (2,54%).